# Primož Škof
Primož Škof (tudi Skoff), slovenski slikar, dagerotipist in fotograf, * 6. junij 1810, Zaklanec, † 1872.
Škof je leta 1835 končal dunajsko likovno akademijo. Kot eden prvih dagerotipistov je leta 1843 deloval v Novem Jičínu na Češkem. V letih 1846−1853 je živel v Linzu, kjer so njegova slikarska dela in dagerotipske portrete zelo cenili. Okoli leta 1860 je odprl fotografski atelje v Gradcu, ter 1863-1872 tudi v Mariboru. Znane so njegove 3 oltarne slike, ki se nahajajo v Altenmarktu blizu Badna v Avstiji, Zaklancu in frančiškanski cerkvi v Novem mestu.